# حمزة القائم بأمر الله
القائم بأمر الله أبو البقاء حمزة بن المتوكل على الله الأول، بويع بالخلافة سنة 854 للهجرة بعد وفاة أخيه المستكفي بالله الثالث وبقي في منصب الخلافة حتى عام 859 هـ حيث خلعه السلطان الأشرف إينال من الخلافة ثم نقله إلى الإسكندرية حيث بقي معتقلاً بها حتى وفاته فيها عام 863 هـ ودفن عند شقيقه العباس المستعين بالله.